# Alfredo Mario Espósito Castro
Alfredo Mario Espósito Castro (Nápoles, 20 de maio de 1927 - 1 de janeiro de 2010) foi o um bispo católico ítalo-argentino, que foi o primeiro bispo da Diocese de Zárate-Campana, na Argentina.
Ordenado para o sacerdócio para o Instituto de Vida Consagrada Claretianos em 1 de agosto de 1954, o Papa Paulo VI nomeou bispo Espósito Castro, em 21 de abril de 1976 e foi ordenado em 4 de julho de 1976, ele renunciou ao mandato em 18 de dezembro de 1991.